# Giovanni Battista Pichierri
Giovanni Battista Pichierri (ur. 12 lutego 1943 w Savie, zm. 26 lipca 2017 w Trani) – włoski duchowny katolicki, arcybiskup Trani-Barletta-Bisceglie w latach 1999-2017.
Święcenia kapłańskie otrzymał 30 sierpnia 1967.
21 grudnia 1990 papież Jan Paweł II mianował go ordynariuszem diecezji Cerignola-Ascoli Satriano. Sakry biskupiej udzielił mu 26 stycznia 1991 ówczesny biskup diecezji Oria - Armando Franco.
13 listopada 1999 został arcybiskupem Trani-Barletta-Bisceglie.
Zmarł nagle 26 lipca 2017 w wyniku zawału serca. 